# Power Rangers Lightspeed Rescue
Power Rangers Lightspeed Rescue (Power Rangers Rescate Relámpago en España, Power Rangers a la velocidad de la luz en Latinoamérica) es el título de la octava temporada de la franquicia Power Rangers, producida por Saban Entertainment, Renaissance Atlantic Entertainment y MMPR Productions en colaboración con Toei Company, y emitida en Fox Kids del 12 de febrero al 18 de noviembre de 2000, constando de 40 episodios. Como otras temporadas, parte de sus escenas están extraídas de la franquicia Super Sentai Series, concretamente de la temporada Kyūkyū Sentai GoGo-V.

## Argumento
Un grupo de demonios son liberados por accidente de su prisión en el desierto, y atacan la ciudad de Mariner Bay, en California. Así, una organización del gobierno llamada Lightspeed Rescue y liderada por el capitán William Mitchell recluta a su hija y a cuatro civiles, cada uno de ellos experto en una habilidad especial, para que se conviertan en Power Rangers y se enfrenten a la amenaza. Es la primera temporada en no estar ligada directamente a las anteriores.

## Elenco y personajes

### Principales
- Sean Cw Johnson como Carter Grayson/Red Lightspeed Ranger.
- Michael Chaturantabut como Chad Lee/Blue Lightspeed Ranger.
- Keith Robinson como Joel Rawlings/Green Lightspeed Ranger.
- Sasha Williams como Kelsey Winslow/Yellow Lightspeed Ranger.
- Alison MacInnis como Dana Mitchell/Pink Lightspeed Ranger.
- Rhett Fisher como Ryan Mitchell/Titanium Ranger.
- Monica Louwerens como la Srta. Angela Fairweather
- Ron Roggé como el Capitán Mitchell.
- Jennifer L. Yen como Vypra. Wen Yann Shih interpretó al personaje en dos episodios.

### Secundarios
- Diane Salinger como la voz de la Reina Bansheera.
- Neil Kaplan como la voz de Diabólico.
- Michael Forest como la voz del Príncipe Olympius.
- David Lodge como la voz de Loki.
- Kim Strauss como la voz de Jynxer.

### Invitados
- Jason Faunt como Wesley "Wes" Collins/Red Time Force Ranger.
- Michael Copon como Lucas Kendall/Blue Time Force Ranger.
- Kevin Kleinberg como Trip Regis/Green Time Force Ranger.
- Deborah Estelle Philips como Katie Walker/Yellow Time Force Ranger.
- Erin Cahill como Jen Scotts/Pink Time Force Ranger.
- Daniel Southworth como Eric Myers/Quantum Ranger.
- Vernon Wells como Ransik.
- Kate Sheldon como Nadira.
- Brianne Siddall como la voz de Circuit.

### Lightspeed Rangers
- Carter Grayson/Red Lightspeed Ranger: Se trata de un bombero y el líder del equipo. Suele arriesgar la vida en sus operaciones de rescate, pero siempre salva a aquellos que se encuentran en peligro. Cuando era pequeño, le salvó de la muerte un bombero, y eso despertó en él su vocación. Su zord es el Rescate de Fuego 1, Riel de Rescate 1 y el Omega Zord 1. En su forma civil usa una polera roja, jeans azules y botas negras.
- Chad Lee/Blue Lightspeed Ranger: Es experto en operaciones acuáticas, y suele pasar el tiempo buceando. Trabajaba en un parque acuático cuando le reclutaron. Además de sus habilidades de rescate acuático, es experto en artes marciales. Su interés amoroso es Marina la Hija del Rey Neptuno pero se siente más atraído a Kelsey. Su zord es el Rescate Acuático 2, el Riel de rescate 2 y el Omega Zord 2. En su forma civil usa una musculosa blanca, una camisa a cuadros blanca y azul de manga corta, pantalones cargo azules y tenis grises con detalles azules.
- Joel Rawlings/Green Lightspeed Ranger: Es un especialista en operaciones aéreas, de mote el Cowboy del Cielo, reclutado después de uno de sus espectáculos de acrobacias. Al principio se muestra muy reacio a unirse al equipo, ya que no cree en Mariner Bay ni en lo que le ofrece, pero cuando ve su querida Mariner Bay en peligro, decide aceptar la oferta. Se siente enamorado de la Señorita Fairweather. Su zord es el Rescate Aéreo 3, el Riel de Rescate 3 y el Omega Zord 3. En su forma civil usa sombrero, una camiseta verde de manga corta, un chaleco de cuero negro, pantalones blancos y zapatos marrones.
- Kelsey Winslow/Yellow Lightspeed Ranger: Es una mujer muy activa, escaladora profesional, la más joven del equipo. Fue al escalar una montaña cuando conoció al capitán Mitchell y fue reclutada. Acepta el trabajo porque le parece una actividad de lo más emocionante. Su zord es el Rescate de Tierra 4, el Riel de Rescate 4 y el Omega Zord 4. En su forma civil tiene auriculares en el cuello y usa una musculosa negra con tiras amarillas, calza corta de color gris y tenis grises con detalles amarillos.
- Dana Mitchell/Pink Lightspeed Ranger: Es la hija del capitán Mitchell y hermana de Ryan. Trabaja como enfermera, y es una mujer muy intelectual y centrada. Su zord es el Rescate Médico 5, el Riel de Rescate 5 y el Omega Zord 5. En su forma civil usa una camisa de manga.corta rosa, pollera gris y botas hasta la rodilla que a veces las reemplaza por zapatos.
- Ryan Mitchell/Titanium Ranger: Es el hijo del capitán Mitchell y hermano de Dana. Hace años, el capitán Mitchell y sus dos hijos iban en coche cuando tuvieron un accidente y quedaron al borde de un precipicio. Dana estaba segura, pero Ryan estaba a punto de caer. Apareció entonces Diabólico y le ofreció el pacto de salvar a Ryan a cambio de llevárselo para criarlo y no verlo en 20 años, y aceptó al ver que estaba a punto de matarse. 20 años más tarde, regresó, engañado por Diabólico de que el capitán Mitchell lo había abandonado al preferir a su hermana, y convertido en el Titanium Ranger, llegó decidido a destruir a los Rangers, incluida su propia hermana. Su zord es el Max Solar Zord. En su forma civil usa una camisa con cierre negra (después abierta con una musculosa gris) pantalones y botas negras.[Notas 1]

### Aliados
- Capitán Mitchell: De nombre William, es el capitán de la Lightspeed Aquabase, y el padre de Ryan y Dana. Hace años, trabajó como bombero, y en la actualidad es el responsable de reclutar al equipo de los cinco Lightspeed Rangers principales.
- Angela Fairweather: Es una científica en Lightspeed que desarrolla Zords, armas y maquinaria para los Rangers.

### Arsenal
- Rescue Morphers: Son los dispositivos de transformación de los cinco Lightspeed Rangers principales, con forma de muñequeras, y desarrollados por la organización Lightspeed Rescue. Funcionan tras pronunciar precisamente la frase "Lightspeed Rescue".[Notas 2]
- Rescue Blasters: Son las armas básicas de los Rangers. Tienen un modo pistola para ataque a distancia y otro modo porra para ataque cuerpo a cuerpo.
- Battle Boosters: Son unos dispositivos que potencian los poderes de los Rangers, así como de sus armas y de los Zords.
- Titanium Morpher: Es el dispositivo de transformación del Titanium Ranger, que funciona con la frase "Titanium Power".[Notas 3]
- Titanium Laser: Es el arma personal del Titanium Ranger, con un modo de pistola láser y otro modo de hacha.
- Rescuebird: Es un pájaro robótico que acude a los Rangers cuando se le necesita. Se separa en cinco piezas que forman el Uniblaster, un poderoso cañón para destruir a los enemigos. Las piezas pueden usarse como armas individuales, un taladro, un láser, un gancho, un inyector y una cuchilla, si se conectan a los Rescue Blasters.
- Thermo Blasters: Son armas que disparan rayos de calor. Pueden aumentar su poder si se conectan a los Battle Boosters.
- V-Lancers: Son otro juego de armas, con un modo bastón y otro modo pistola si se combinan con los Battle Boosters.
- Mega Battle Armor: Son dos armaduras que utilizan el Green Lightspeed Ranger y el Blue Lightspeed Ranger, que les equipan con dos armas, una sierra para el Green Ranger y un cañón de hielo el Blue Ranger.

### Vehículos
- Rescue Rover: Es un jeep que los Rangers utilizan como medio de transporte principal hacia la batalla, y que utilizan para ir y volver de la Aquabase.
- Lightspeed Cycles: Unas motocicletas que reemplazan al Rescue Rover cuando éste deja de ser suficiente.
- Mobile Armor Vehicle: Es un vehículo aéreo propiedad del Red Lightspeed Ranger que puede utilizar en batalla.
- Trans Armor Cycle: Es una motocicleta propiedad del Red Lightspeed Ranger que puede transformarse en una armadura pesada para él que le da poder adicional.

### Zords
- Lightspeed Megazord: Es la unión de los cinco Rescue Zords básicos formando un solo robot de batalla.
  - Pyro Rescue 1: Lo pilota el Red Lightspeed Ranger. Forma el pecho y los brazos del Lightspeed Megazord.
  - Hydro Rescue 2: Lo pilota el Blue Lightspeed Ranger. Forma la cintura y los muslos del Lightspeed Megazord.
  - Aero Rescue 3: Lo pilota el Green Lightspeed Ranger. Forma la cabeza y la espalda del Lightspeed Megazord.
  - Haz Rescue 4: Lo pilota la Yellow Lightspeed Ranger. Forma la pantorrilla izquierda del Lightspeed Megazord.
  - Med Rescue 5: Lo pilota la Pink Lightspeed Ranger. Forma la pantorrilla derecha del Lightspeed Megazord.

- Supertrain Megazord: Es la unión de los cinco Rail Rescues, que forman el Supertrain, que a su vez se transforma en el Megazord.
  - Rail Rescue 1: Lo pilota el Red Lightspeed Ranger. Forma el brazo derecho del Supertrain Megazord.
  - Rail Rescue 2: Lo pilota el Blue Lightspeed Ranger. Forma el brazo izquierdo del Supertain Megazord.
  - Rail Rescue 3: Lo pilota el Green Lightspeed Ranger. Forma la cabeza, el torso y los muslos del Supertrain Megazord.
  - Rail Rescue 4: Lo pilota la Yellow Lightspeed Ranger. Forma la pantorrilla izquierda del Supertrain Megazord.
  - Rail Rescue 5: Lo pilota la Pink Lightspeed Ranger. Forma la pantorrilla derecha del Supertain Megazord.

- Max Solarzord: Es el Zord del Titanium Ranger. Tiene una forma similar a la de los Rail Rescues, y otra de cohete. Además, se transforma en un robot y puede combinarse con el Lightspeed Megazord formando una armadura para él.

- Omega Megazord: Es la unión de los cinco Omega Zords, cinco naves espaciales. Tiene un modo "bestia" y otro modo "robot".

- Lifeforce Mega: Es un Zord similar al Max Solarzord, pero de color negro. Solo se usa en momentos de extrema necesidad, ya que extrae su poder de los propios Rangers, y puede poner en peligro sus vidas, a cambio de una energía de combate superior a la de todos los demás Zords.

### Villanos
Hace 5.000 años, un grupo de demonios intentó conquistar la Tierra, pero un hechicero les selló en la Tumba de la Eternidad. En la actualidad, un grupo de nómadas liberó por accidente a los demonios. Estos se enfurecieron al saber que sobre su antiguo palacio se había construido la ciudad de Mariner Bay, y han jurado destruirla para reclamar su palacio de vuelta.
- Diabólico: Es el primer antagonista principal de la serie. Es un demonio de color dorado, con una calavera alargada, muchos cuernos y puntas en la cabeza y hombros y una segunda cabeza monstruosa en el pecho. Lidera a los demonios ante la ausencia de Bansheera y siendo Impus todavía un niño. En el pasado se llevó al hijo del capitán Mitchell, Ryan, y mediante engaños lo crio como un sirviente malvado hasta que este descubrió la verdad y le abandonó. Su poder procede de la Estrella del Poder. Al intentar rebelarse contra Impus y ser detenido por los demás demonios, se enfrentó directamente contra los Rangers desesperado por recuperar el favor de Bansheera, pero fue destruido. Entonces, la Estrella de Poder pasó a Impus, que gracias a ella creció y se transformó en Olympius. Por su falta de experiencia y su inmadurez
- Príncipe Impus/Olympius: Es el hijo de Bansheera y el príncipe de los demonios. Al principio es solo un niño llamado Impus, pero cuando recibe la Estrella del Poder tras la muerte de Diabólico, adquiere rápidamente la forma adulta de Olympius y se convierte en el segundo antagonista principal de los Rangers.
- Reina Bansheera: Es la verdadera diabólica gobernadora de los demonios. Se encontraba en otra dimensión y su hijo realizó el ritual para traerla de vuelta, pero el ritual fue interrumpido por los Rangers, quedando atrapada en la forma de un capullo.
- Vypra: Es entre los demonios la que tiene una apariencia más humana, la de una mujer de pelo oscuro vestida con armadura de serpiente. Ejerce de figura protectora de Impus, pero cuando crece en Olympius y demuestra incompetencia como líder, se vuelve contra él.
- Loki: Es un demonio leal a Diabólico y un viejo amigo suyo, además de su mejor guerrero.
- Jinxer: Es un demonio con forma de más leal a Olympius, siguiéndole incluso cuando perdió el favor de Bansheera. Rara vez lucha directamente contra los Rangers, y tiene grandes poderes mágicos que compensan su falta de fuerza física, y que suele usar para crear y dar poder a los monstruos y Batlings.
- Batlings: Son los soldados de campo villanos, con apariencia de hombres murciélago. Recuerdan en apariencia a los patrulleros de masilla de Rita Repulsa, pero de color negro, grandes gafas, y alas de murciélago en los cascos y en la espalda.

## Episodios
| Temporada | Temporada | Episodios | Episodios | Emisión original      | Emisión original        |
| Temporada | Temporada | Episodios | Episodios | Primera emisión       | Última emisión          |
| --------- | --------- | --------- | --------- | --------------------- | ----------------------- |
|           | 8         | 40        | 40        | 12 de febrero de 2000 | 18 de noviembre de 2000 |